# Steve Hudson
Steve Hudson (* 6. August 1969 in London) ist ein britischer Schauspieler, Regisseur und Filmproduzent.

## Leben
Steve Hudson wirkte bereits in einigen Filmen und Serien mit. Einem größeren Publikum wurde er durch die Rolle des Philipp Brandner in der ARD-Soap Verbotene Liebe bekannt, die er eineinhalb Jahre lang spielte; sowie auch in einige Werbespots der Katzennahrungsmarke Sheba.
Er ist auch als Regisseur und Filmproduzent tätig. Sein Kurzfilm Goodbye gewann den Prix UIP bei den Internationalen Filmfestspielen von Venedig 2004 und einige weitere Auszeichnungen. 2006 realisierte er den Kinofilm True North – Der letzte Fang. Der von ihm und Sonja Ewers produzierte Film Happy Hour von Franz Müller erhielt 2015 den mit 20.000 Euro dotierten Förderpreis Neues Deutsches Kino (Produktion).
Politisch engagierte sich Steve Hudson für Momentum, in der Labour Party unter Jeremy Corbyn, für Aufstehen (von der er sich später ausdrücklich distanzierte), in der Klimabewegung, sowie für die NoGroKo-Kampagne in der SPD 2018. Weiterhin moderierte er zwischen 2018 und 2021 den Podcast Halbzehn.FM zusammen mit Ines Schwerdtner (später Vorsitzende der Partei die Linke). 2025 ist er in die Linke eingetreten.

## Filmografie

### Darstellung
- 1998: Witchcraft X
- 1999: Relative Strangers
- 1999: The Delivery
- 1999–2000: Verbotene Liebe
- 2002: Joe und Max
- 2002: Boat Trip
- 2002: Am Ende die Wahrheit
- 2003: Bookies
- 2003: Gate to Heaven
- 2004: Niceland (Population. 1.000.002) (Næsland)
- 2005: Neuschwanstein Conspiracy
- 2008: Real Buddy
- 2014: Die Vampirschwestern 2 – Fledermäuse im Bauch

### Regie
- 2004: Goodbye
- 2006: True North – Der letzte Fang (True North)
- 2007: Die Rückkehr nach Cranford (Cranford, zusammen mit Simon Curtis)

### Produktion
- 2013: Bethlehem – Wenn der Feind dein bester Freund ist (Bethlehem)
- 2015: Happy Hour
- 2016: 90 Minuten – Bei Abpfiff Frieden (Milhemet 90 Hadakot)

## Auszeichnungen
- 2015: Filmfest München - Gewinner des Förderpreises Neues Deutsches Kino (zusammen mit Sonja Ewers) in der Kategorie Produktion für Happy Hour